# Abheben (Spielkarten)
Abheben, engl. cut, frz. couper, daher auch schneiden oder coupieren ist ein Begriff aus dem Kartenspiel, dieser wird in mehrfacher Bedeutung verwendet. Der Begriff Schneiden bezeichnet des Weiteren eine bestimmte Art des Mischens bzw. gelegentlich das Mischen allgemein (siehe z. B. Stoß).

## Das Abheben nach dem Mischen
Durch das Abheben eines Kartenspieles nach dem Mischen soll eine mögliche Manipulation der Reihenfolge der Karten durch den mischenden Spieler neutralisiert und damit zugleich vermieden werden. Das Abheben dient allerdings nicht nur der Vermeidung von Manipulationen, sondern insbesondere dazu, die oberste bzw. unterste Karte, die infolge von Nachlässigkeiten beim Mischen erkannt werden könnten, in der Mitte des Stapels zu versenken.

### Bridge, Canasta, Rommé und Skat
Viele Kartenspiele sehen sehr strenge Regeln vor, wie das Abheben vorzunehmen ist, so gilt z. B. beim Bridge:
Nach dem Mischen der Karten legt der Teiler (Geber) das Paket mit der Rückseite nach oben vor seinen Nachbarn zur Rechten. Dieser nimmt nun einen Teil des Pakets, wobei er jedoch zumindest vier Karten aufnehmen und zumindest vier Karten auf dem Tisch liegen lassen muss, und legt diesen Teil des Pakets daneben auf den Tisch. Der Teiler – und nicht der Spieler, der abgehoben hat(!) – nimmt nun den ursprünglich zuunterst liegenden Teil des Pakets und legt diesen auf den abgehobenen Stapel.

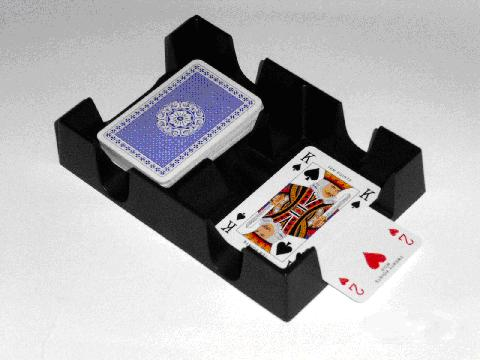
Ein Kartenkorb (Canasta tray).

Wird beim Canasta ein Kartenkorb (Canasta tray) verwendet, so soll der abhebende Spieler ungefähr ein Drittel des Pakets aufnehmen und diesen Teil des Pakets in den Kartenkorb legen, der Geber nimmt dann den Rest, teilt die Karten und legt danach den verbleibenden Stapel auf den abgehobenen Teil im Kartenkorb.
Die unterste Karte des abgehobenen Stapels darf bei den meisten Spielen nicht angesehen werden – Ausnahmen gibt es beim Rommé, falls mit der Regel gespielt wird, dass ein Spieler, wenn er beim Abheben einen Joker findet, diesen behalten (rauben, nicht zu verwechseln mit dem Austauschen eines Jokers) darf, und beim Watten, wo man einen „Kritischen“ (d. h. eine der drei höchsten Karten) behalten darf.
Ähnliche Regeln wie beim Bridge existieren beim Skat und vielen anderen Spielen, wobei die Mindestanzahl der Karten in den beiden Stapeln vielfach variiert.

### Baccara, Black Jack, Red Dog, Trente et quarante
Bei Spielen wie Baccara, Black Jack, Red Dog oder Trente et quarante, sowie anderen Casino-Spielen mit sechs Paketen werden die Karten geschnitten (coupiert): der Croupier nimmt den Kartenstapel und legt ihn so auf den Tisch, dass die Karten an einer Längsseite am Tisch aufliegen. Ein Spieler nimmt nun die sogenannte Schneidekarte (Cut card, Carte de coupe) und schneidet diese in den Kartenstoß hinein, das eigentliche Abheben nimmt der Croupier vor.

### Scarne cut
Falschspieler haben eine Vielzahl an überzeugenden Methoden entwickelt, um ein Abheben entweder nur vorzutäuschen oder ein echtes Abheben rückgängig zu machen. Falschspielexperte John Scarne empfahl daher folgendes Vorgehen: beim Scarne cut zieht der abhebende Spieler das mittlere Drittel aus dem Kartenstapel heraus und legt dieses oben auf das Paket, sodann nimmt er ungefähr die obere Hälfte des Stoßes und legt den unteren Teil obenauf. Diese Prozedur ist praktisch nicht unauffällig umkehrbar und schützt zumindest vor einer Manipulation durch den Mischenden. Auch eine mögliche Konspiration zwischen dem Mischenden und dem Abhebenden wird durch dieses Verfahren erschwert. Selbstredend bietet auch die Anwendung des Scarne cut keinen Schutz gegen sonstiges Falschspiel. (Nach John Scarne: Scarne on Card Games, New York 1949/65, Courier Dover Publications Reprint 2004)

## Das Auslosen der Sitzplätze oder Partnerschaften
Werden vor einer Kartenpartie die Sitzplätze bzw. bei Bridge und Canasta die Partnerschaften gelost, so wird bei sehr formalem Spiel wie folgt verfahren: Ein Spieler mischt das Paket, hebt ab und breitet den Stapel halbmondförmig auf dem Tisch aus, sodann zieht jeder Spieler eine Karte. Diese Prozedur wird im Englischen ebenfalls als cutting bezeichnet, und so hat sich dafür auch im Deutschen die Bezeichnung Abheben eingebürgert.

## Das Ziehen von Karten
Bei den Spielen der Rommé-Familie, Canasta oder auch Mau-Mau wird das Kaufen oder Ziehen von Karten vom Stoß (Talon) häufig ebenfalls als Abheben bezeichnet.